# Sergio Escudero (calciatore 1989)
Sergio Escudero Palomo (Valladolid, 2 settembre 1989) è un calciatore spagnolo, difensore del Deportivo La Coruña.

## Caratteristiche tecniche
È un terzino sinistro dotato di una buona capacità di corsa palla al piede, inoltre può giocare anche sulla fascia sinistra come esterno di centrocampo, possiede un buon tiro dalla lunga distanza. Molto abile nei dribbling ma soprattutto nell'effettuare cross ed assist ai compagni.

## Carriera

### Club

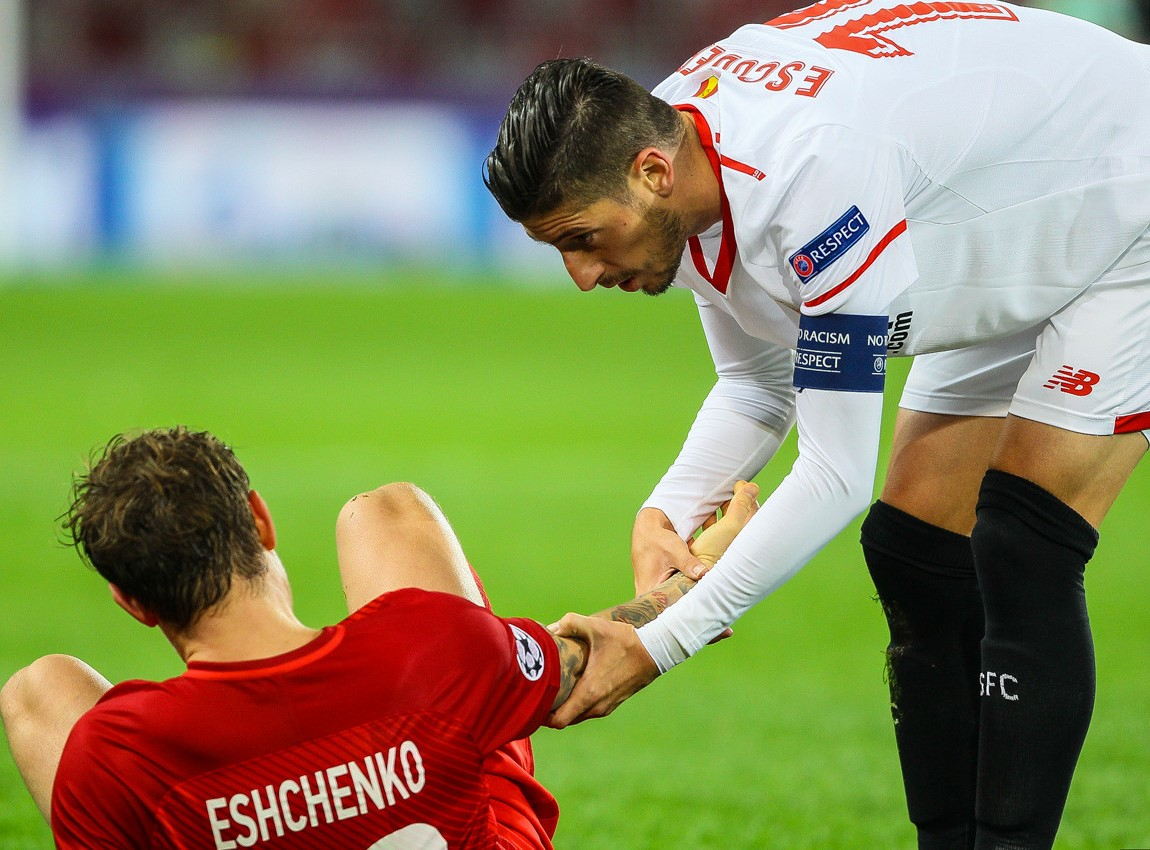
Sergio Escudero (a destra) con la maglia del nel 2017.

Inizia la carriera calcistica, nelle giovanili del Real Murcia, per poi passare in prima squadra dove gioca in Segunda División.
Nell'estate 2010, passa ai tedeschi dello Schalke 04 per circa 2 milioni, alternandosi frequentemente tra la prima e seconda squadra di Gelsenkirchen.
Nel gennaio 2013, si trasferisce nella Liga spagnola, dove gioca per 6 mesi in prestito al Getafe, per poi essere riscattato durante l'estate. In due anni e mezzo colleziona globalmente 64 apparizioni e 5 reti.
Il 3 luglio 2015 si trasferisce al Siviglia per circa 3 milioni di euro, firmando un contratto quadriennale.
Debutta con il club andaluso, il 29 novembre seguente, siglando all'esordio la rete decisiva nella vittoria interna contro il Valencia.
Il 2 novembre 2016 realizza una rete in Champions League nella vittoria in casa per 4-0 contro la Dinamo Zagabria. Il 22 giugno del 2020, torna a segnare con la maglia andalusa, a distanza di quasi quattro anni dall'ultima marcatura, nella partita pareggiata per 2-2 in trasferta contro il Villarreal.

### Nazionale
Il 4 novembre 2016 viene convocato per la prima volta in assoluto, nella nazionale spagnola dal commissario tecnico Lopetegui, per la gara di qualificazione ai mondiali 2018 contro Macedonia e per l'amichevole contro l'Inghilterra rispettivamente del 12 e 15 novembre.

## Statistiche

### Presenze e reti nei club
Statistiche aggiornate al 6 luglio 2020
| Stagione               | Squadra                | Campionato             | Campionato | Campionato | Coppe nazionali | Coppe nazionali | Coppe nazionali | Coppe continentali | Coppe continentali | Coppe continentali | Altre coppe | Altre coppe | Altre coppe | Totale | Totale |
| Stagione               | Squadra                | Comp                   | Pres       | Reti       | Comp            | Pres            | Reti            | Comp               | Pres               | Reti               | Comp        | Pres        | Reti        | Pres   | Reti   |
| ---------------------- | ---------------------- | ---------------------- | ---------- | ---------- | --------------- | --------------- | --------------- | ------------------ | ------------------ | ------------------ | ----------- | ----------- | ----------- | ------ | ------ |
| 2008-2009              | Real Murcia B          | SDB                    | 24         | 1          | -               | -               | -               | -                  | -                  | -                  | -           | -           | -           | 24     | 1      |
| 2008-2009              | Real Murcia            | SD                     | 1          | 0          | CR              | 0               | 0               | -                  | -                  | -                  | -           | -           | -           | 1      | 0      |
| 2009-2010              | Real Murcia            | SD                     | 25         | 1          | CR              | 3               | 0               | -                  | -                  | -                  | -           | -           | -           | 28     | 1      |
| Totale Murcia          | Totale Murcia          | Totale Murcia          | 26         | 1          |                 | 3               | 0               |                    | -                  | -                  |             | -           | -           | 29     | 1      |
| 2010-2011              | Schalke 04 II          | RS                     | 5          | 1          | -               | -               | -               | -                  | -                  | -                  | -           | -           | -           | 5      | 1      |
| 2011-2012              | Schalke 04 II          | RS                     | 2          | 1          | -               | -               | -               | -                  | -                  | -                  | -           | -           | -           | 2      | 1      |
| ago.-nov. 2012         | Schalke 04 II          | RS                     | 3          | 0          | -               | -               | -               | -                  | -                  | -                  | -           | -           | -           | 3      | 0      |
| Totale Schalke 04 II   | Totale Schalke 04 II   | Totale Schalke 04 II   | 10         | 2          |                 |                 |                 |                    |                    |                    |             |             |             | 10     | 2      |
| 2010-2011              | Schalke 04             | BL                     | 6          | 0          | CG              | 2               | 0               | UCL                | 4                  | 0                  | SG          | 1           | 0           | 13     | 0      |
| 2011-2012              | Schalke 04             | BL                     | 6          | 0          | CG              | 0               | 0               | UEL                | 3                  | 0                  | SG          | 0           | 0           | 9      | 0      |
| 2012-gen. 2013         | Schalke 04             | BL                     | 0          | 0          | CG              | 0               | 0               | UCL                | 0                  | 0                  | -           | -           | -           | 0      | 0      |
| Totale Schalke 04      | Totale Schalke 04      | Totale Schalke 04      | 12         | 0          |                 | 2               | 0               |                    | 7                  | 0                  |             | 1           | 0           | 22     | 0      |
| gen.-giu. 2013         | Getafe                 | PD                     | 9          | 1          | CR              | 0               | 0               | -                  | -                  | -                  | -           | -           | -           | 9      | 1      |
| 2013-2014              | Getafe                 | PD                     | 19         | 2          | CR              | 1               | 0               | -                  | -                  | -                  | -           | -           | -           | 20     | 2      |
| 2014-2015              | Getafe                 | PD                     | 30         | 2          | CR              | 4               | 0               | -                  | -                  | -                  | -           | -           | -           | 34     | 2      |
| Totale Getafe          | Totale Getafe          | Totale Getafe          | 59         | 5          |                 | 5               | 0               |                    | -                  | -                  |             | -           | -           | 64     | 5      |
| 2015-2016              | Siviglia               | PD                     | 15         | 1          | CR              | 6               | 0               | UCL+UEL            | 0+7                | 0                  | -           | -           | -           | 28     | 1      |
| 2016-2017              | Siviglia               | PD                     | 26         | 0          | CR              | 2               | 0               | UCL                | 8                  | 1                  | SU+SS       | 0+1         | 0           | 37     | 1      |
| 2017-2018              | Siviglia               | PD                     | 27         | 0          | CR              | 6               | 1               | UCL                | 12                 | 2                  | -           | -           | -           | 45     | 3      |
| 2018-2019              | Siviglia               | PD                     | 21         | 0          | CR              | 2               | 0               | UEL                | 7                  | 0                  | SS          | 1           | 0           | 31     | 0      |
| 2019-2020              | Siviglia               | PD                     | 11         | 1          | CR              | 3               | 0               | UEL                | 7                  | 0                  | -           | -           | -           | 21     | 1      |
| 2020-2021              | Siviglia               | PD                     | 9          | 1          | CR              | 1               | 0               | UCL                | 3                  | 0                  | SU          | 1           | 0           | 14     | 1      |
| Totale Siviglia        | Totale Siviglia        | Totale Siviglia        | 109        | 3          |                 | 20              | 1               |                    | 44                 | 3                  |             | 3           | 0           | 176    | 7      |
| 2021-2022              | Granada                | PD                     | 27         | 2          | CR              | 2               | 0               | -                  | -                  | -                  | -           | -           | -           | 29     | 2      |
| 2022-2023              | Real Valladolid        | PD                     | 23         | 1          | CR              | 1               | 1               | -                  | -                  | -                  | -           | -           | -           | 24     | 2      |
| 2023-2024              | Real Valladolid        | PD                     | 34         | 3          | CR              | 1               | 0               | -                  | -                  | -                  | -           | -           | -           | 35     | 3      |
| Totale Real Valladolid | Totale Real Valladolid | Totale Real Valladolid | 57         | 4          |                 | 2               | 1               |                    | -                  | -                  |             | -           | -           | 59     | 5      |
| Totale carriera        | Totale carriera        | Totale carriera        | 324        | 18         |                 | 34              | 2               |                    | 51                 | 3                  |             | 4           | 0           | 413    | 23     |

## Palmarès

### Club

#### Competizioni nazionali
- Coppa di Germania: 1

Schalke 04: 2010-2011
- Supercoppa di Germania: 1

Schalke 04: 2011

#### Competizioni internazionali
- UEFA Europa League: 2

Siviglia: 2015-2016, 2019-2020